# Lorenzo Usimbardi

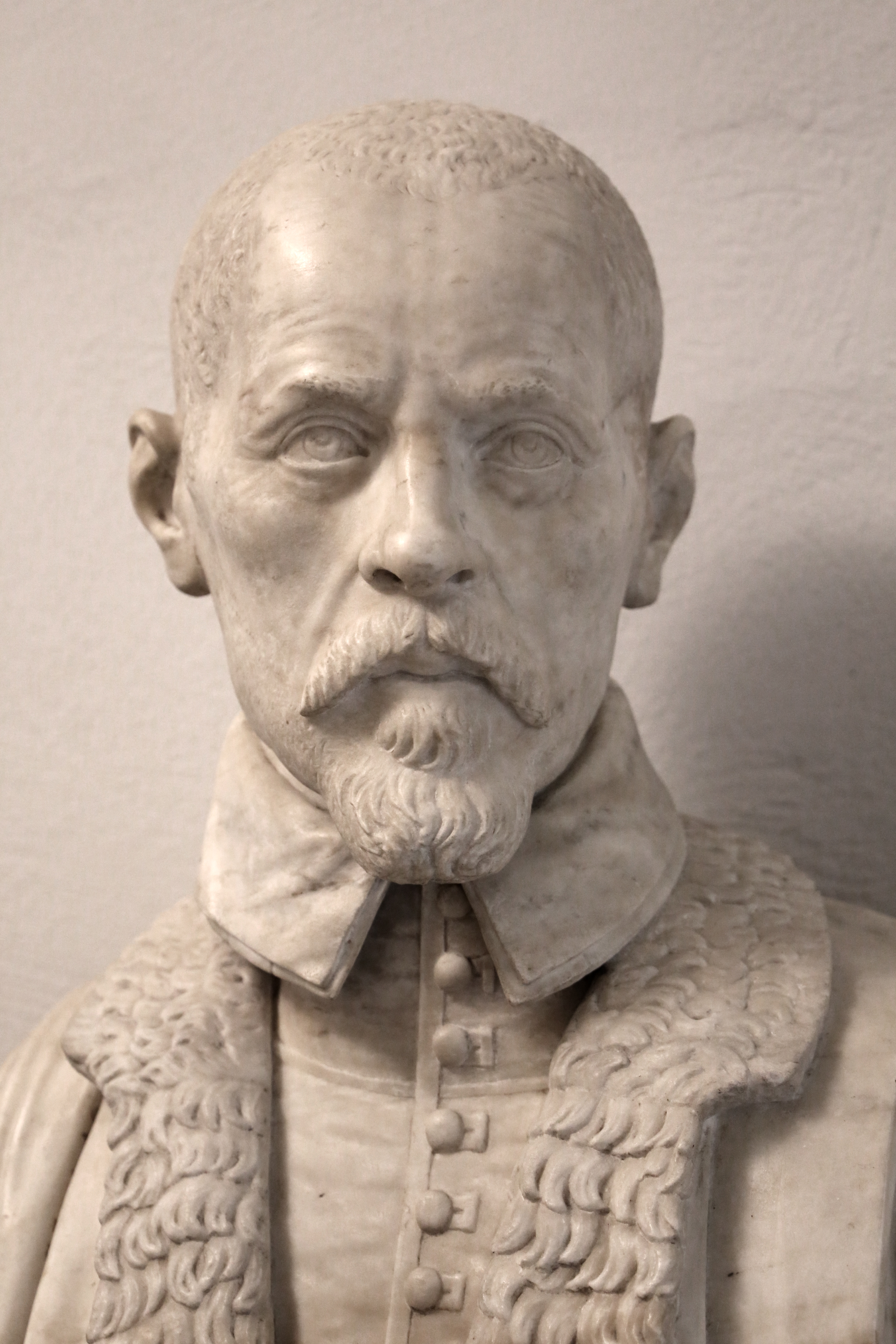
Lorenzo Usimbardi, ritratto da Felice Palma

Lorenzo Usimbardi (Colle di Val d'Elsa, 15 luglio 1547 – Firenze, 25 dicembre 1636) è stato un politico italiano segretario granducale sotto Ferdinando I de' Medici e senatore fiorentino.

## Biografia

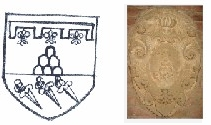
Stemma in pietra della famiglia Usimbardi nel Palazzo Pubblico di Siena con iscrizione, datato 1590

Lorenzo Usimbardi nacque a Colle di Val d'Elsa nel 1547. Il fratello Usimbardo Usimbardi fu il primo vescovo di Colle di Val d'Elsa mentre il fratello Pietro Usimbardi fu vescovo di Arezzo. Ebbe anche altri due fratelli, Claudio (1556-1638) e Fulvio (1559-1627), che ricoprirono entrambi vari uffici pubblici .
Dottore in diritto civile e penale, Capitano di Giustizia a Siena, Lorenzo Usimbardi fu primo segretario granducale sotto Francesco I de' Medici che, contrariamente all'opera ed agli insegnamenti del padre Cosimo I, preferiva delegare tutti gli affari di governo ai propri ministri e segretari, anche perché spesso si trovava fuori Firenze.
Nel 1597 svolge il ruolo di “intendente delle fabbriche” e si trasferisce a Palazzo Pitti quando Ferdinando I de' Medici, successore di Francesco I, decide di trasferire la corte.
Continua la sua attività presso i Granduchi anche dopo la morte di Ferdinando I, e lo ritroviamo “Auditore delle Riformagioni” nel 1609 sotto il granducato di Cosimo II de' Medici.
All'inizio del Seicento la fortuna e l'influenza della famiglia Usimbardi è davvero notevole in tutta la Toscana.
Risale infatti a questo periodo la decisione di costruire una cappella presso la Chiesa di Santa Trinita (la prima a sinistra del coro) a Firenze. Lorenzo è anche protettore di comici e artisti, come gli Andreini ed i Gelosi, che lasceranno un segno importante nella storia della commedia dell'arte.
Morì nel 1636 ed i suoi successori alla corte granducale, mantenendo i suoi stessi poteri, furono poi chiamati segretari di guerra.
Di Lorenzo, presso il Museo civico e d'arte sacra di Colle di Val d'Elsa, è conservato un busto marmoreo, opera di Felice Palma, splendido esempio di scultura del periodo, inizialmente posto presso l'Ospedale di San Lorenzo di Colle di Val d'Elsa (la cui costruzione si deve anch'essa alla famiglia Usimbardi). Nello stesso museo si trova un quadro dove Lorenzo Usimbardi viene raffigurato nel pieno del potere con il vestito rosso scarlatto proprio dei senatori.